# Osiek (powiat ostrowski)
Osiek – wieś w Polsce położona w województwie wielkopolskim, w powiecie ostrowskim, w gminie Nowe Skalmierzyce, nad Prosną, w Kaliskiem, ok. 8 km od Nowych Skalmierzyc, ok. 9 km od Kalisza.

## Przynależność administracyjna
Miejscowość przynależała administracyjnie przed 1793 do powiatu kaliskiego w województwie kaliskim, przed 1887 do powiatu odolanowskiego. W latach 1975–1998 do województwa kaliskiego, w latach 1887–1975 i od 1999 do powiatu ostrowskiego.

## Historia

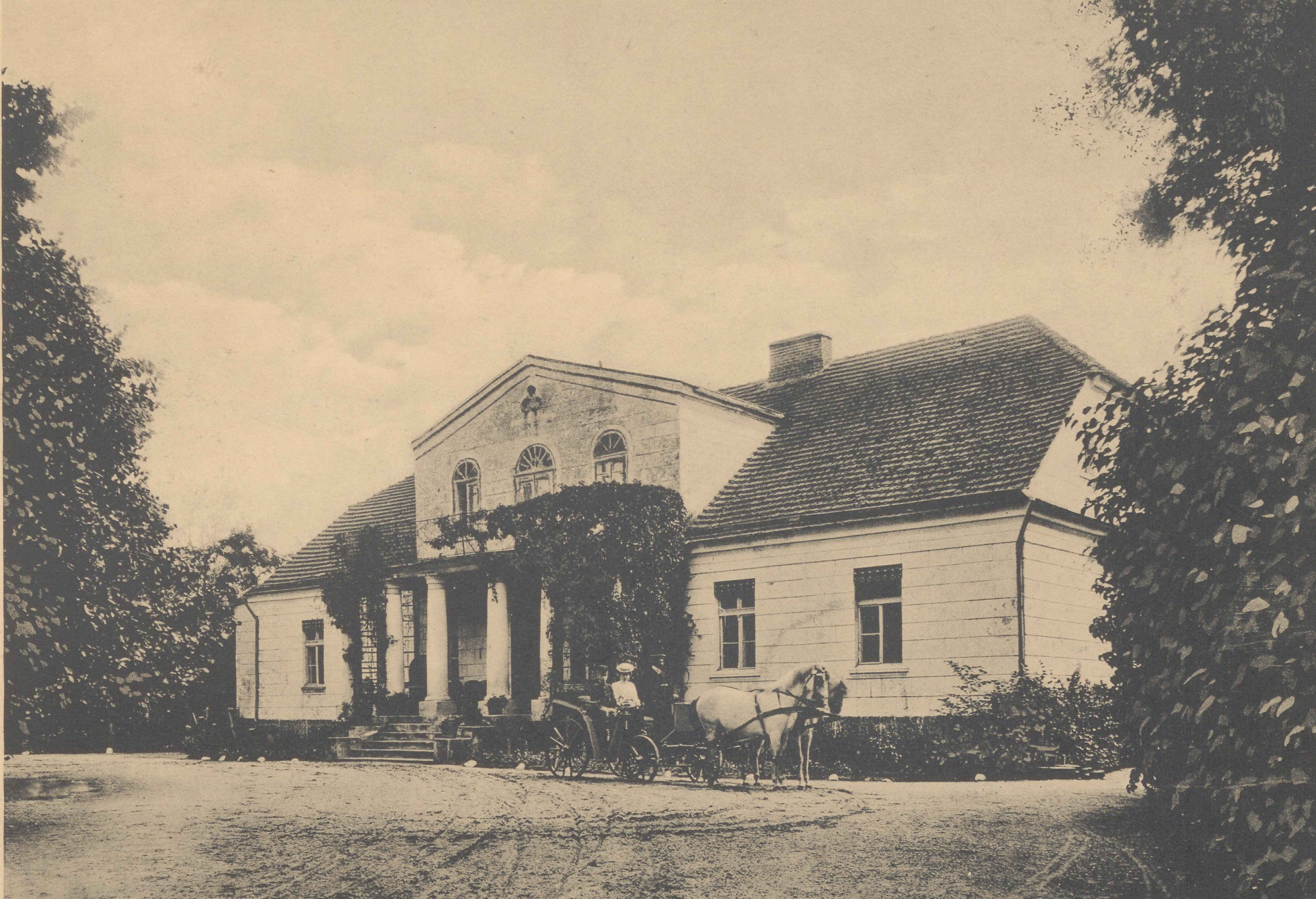
Widok dworu przed 1912

Ślady osadnictwa tego terenu pochodzą z epoki brązu, świadczą o tym znalezione w Osieku przedmioty z okresu kultury łużyckiej m.in. naszyjnik, bransolety, siekierki z tulejką i uszkiem. W Osieku rozpoznano ślady dwóch grodzisk z IX–X i XII–XIII wieku.
W źródłach od 1348 roku, zapisywany jako Ossyek, Ossek, własność kościelna i domena. 
W latach 1580–1620 wieś była własnością Stanisława Łopateckiego. 
Osiek należał do rodziny Żurowskich, a później Łubieńskich od których nabyła go Franciszka Pruska wraz z pobliskim Józefowem, Stobnem i Borkiem. 
Na początku XIX w. wieś usytuowana była na pograniczu Królestwa Polskiego i należała do Ignacego Parczewskiego (mąż Ludwiki z d. Pruskiej, ojciec Franciszka Parczewskiego i Walentego Parczewskiego). Przez kilka lat w Osieku przebywał poeta Roman Zmorski, który poślubił wnuczkę Franciszki Pruskiej. Według Słownika geograficznego Królestwa Polskiego z 1886 roku w Osieku było 7 domów i 38 mieszkańców a obszar dworski liczył 8 domów i 126 mieszkańców.
W XX-leciu międzywojennym współwłaścicielem folwarku Osiek był podporucznik piechoty rezerwy Wojska Polskiego Feliks Bartecki (1908-1940) syn Józefa i Stanisławy, ofiara zbrodni katyńskiej zamordowana w Charkowie

## Zabytki
Obiekty wpisane do rejestru zabytków nieruchomych województwa wielkopolskiego:
- dwór (1844)

Inne:
- zespół zadrzewiony o charakterze parkowym[9]

## Komunikacja publiczna
Dojazd autobusami MZK Ostrów Wielkopolski, linia podmiejska nr 20.